# هاينز أرندت
هاينز أرندت (بالألمانية: Heinz Arendt)‏ هو سباح ألماني، ولد في 16 مايو 1917 في برلين في ألمانيا، وتوفي في 5 يناير 2006 في أونكل في ألمانيا.

## روابط خارجية
- هاينز أرندت على موقع الاتحاد الدولي للسباحة (الإنجليزية)
- هاينز أرندت على موقع أوليمبيديا (الإنجليزية)